# 빙엄턴 데블스
| 빙엄턴 데블스 | |
| 콘퍼런스      | 동부 콘퍼런스 |
| 디비전        | 노스 디비전 |
| 설립연도      | 1998년 |
| 해체연도      | |
| 역사          | 로웰 락 몬스터즈 (1998년~2006년) 로웰 데블스 (2006년~2010년) 올버니 데블스 (2010년~2017년) 빙엄턴 데블스 (2017년~현재) |
| 경기장        | 플로이드 L. 메인스 베터런스 메모리얼 아레나                                                                            |
| 연고지        | 뉴욕주 올버니 |
| 상징색        | 빨강, 검정, 하양 |
| 구단주        | 뉴저지 데블스 |
| 단장          | 톰 피츠제럴드 |
| 감독          | 릭 코왈스키 |
| NHL 제휴      | 뉴저지 데블스 |
| ECHL 제휴     | 애디론댁 선더 |
| 정규시즌 우승 | - |
| 콘퍼런스 우승 | - |
| 디비전 우승   | 2 (1999, 2002) |
| 칼더 컵       | - |
| 영구 결번     | - |

빙엄턴 데블스(Binghamton Devils)는 미국 뉴욕주 빙엄턴을 연고지로 하는 AHL의 동부 콘퍼런스 노스 디비전 소속 아이스 하키팀이다.

## 역대 홈경기장
| 빙엄턴 데블스                               |             |          |               |      |
| 경기장                                      | 사용기간    | 수용인원 | 장소          | 비고 |
| 플로이드 L. 메인스 베터런스 메모리얼 아레나 | 2017년~현재 | 4,679명  | 뉴욕주 빙엄턴 | 빈칸 |